# (11037) Distler
(11037) Distler est un astéroïde de la ceinture principale.

## Description
(11037) Distler est un astéroïde de la ceinture principale. Il fut découvert le 2 février 1989 à Tautenburg par Freimut Börngen. Il présente une orbite caractérisée par un demi-grand axe de 2,88 UA, une excentricité de 0,04 et une inclinaison de 3,0° par rapport à l'écliptique.
Cet astéroïde est nommé en l'honneur du compositeur et organiste allemand Hugo Distler (1908-1942).

## Compléments